# 木前利秋
木前 利秋（きまえ としあき、1951年10月9日 - 2013年12月4日）は、日本の西洋思想史学者。
長崎市出身。横浜国立大学経済学部卒、1984年東京大学大学院経済学研究科博士課程退学。立正大学講師、富山国際大学助教授、大阪大学人間科学部（人間科学研究科）教授。2009年、博士論文「メタ構想力 ヴィーコ・マルクス・アーレント」で、大阪大学から博士（人間科学）を授与された。

## 著書
- 『メタ構想力 ヴィーコ・マルクス・アーレント』未來社 ポイエーシス叢書 2008
- 『理性の行方 ハーバーマスと批判理論』未來社 ポイエーシス叢書 2014

### 共編著
- 『ニーチェ事典』大石紀一郎,大貫敦子,高橋順一,三島憲一と編集委員 弘文堂 1995
- 『マルクス経済学の現代的課題 摸索する社会の諸相』竹野内真樹,田中史郎,都築尚志,正上常雄,足立眞理子, 矢坂雅充,葛生政則,半田正樹,植村高久,山口系一,勝村務,舷木惠子,野口眞共著 御茶の水書房 2005
- 『変容するシティズンシップ 境界をめぐる政治』亀山俊朗,時安邦治共編著 白澤社 2011
- 『葛藤するシティズンシップ 権利と政治』時安邦治,亀山俊朗共編著 白澤社 2012

### 翻訳
- ユルゲン・ハーバマス『道徳意識とコミュニケーション行為』三島憲一,中野敏男共訳 岩波書店 1991
- ウルリッヒ・ベック『グローバル化の社会学 グローバリズムの誤謬-グローバル化への応答』中村健吾共監訳 国文社 2005
- 『マルクス・コレクション 3 経済学批判要綱 序説,資本制生産に先行する諸形態 経済学批判 序言』筑摩書房 2005
- ユルゲン・ハーバーマス『引き裂かれた西洋』大貫敦子,鈴木直,三島憲一共訳 法政大学出版局 叢書・ウニベルシタス 2009

## 論文
- 木前利秋